# Afzelia bipindensis
Espèce
Synonymes
- Afzelia bella auct.[2]
- Afzelia bella sensu Eggeling & Dale[3]
- Afzelia caudata "Hoyle, p.p."[3]
- Pahudia bequaertii (De Wild.) de Wit[3]

Statut de conservation UICN

 VU A1cd : Vulnérable
Afzelia bipindensis,  qui a pour noms vernaculaires doussié, ou encore doussié rouge en français, et afzelia en anglais, est une espèce de plantes à fleurs de la famille des Caesalpiniaceae (Leguminosae - Caesalpinioideae). C'est un arbre présent du sud du Nigeria jusqu’à l’ouest de l’Ouganda, et vers le Sud jusqu’au Congo, au nord de la Zambie et au nord de l’Angola. En raison de l’exploitation intensive dont elle fait l’objet, Afzelia bipindensis est une espèce vulnérable qui figure sur la liste rouge des espèces menacées de l’UICN.

## Taxonomie
L'épithète spécifique bipindensis fait référence à Bipindi, une localité située au sud du Cameroun.

## Description
L’arbre peut atteindre 40 mètres de haut. Son fût est droit et cylindrique, avec un diamètre de 140 à 180 cm.
L’écorce, brun-jaunâtre à brun-rougeâtre, est écailleuse en surface. Le bois de cœur présente une couleur rouge-brun pâle à orange-brun ou à brun doré. Le grain est moyen à grossier. Le bois est relativement brillant.
Les feuilles sont alternes.
Les inflorescences atteignent 18 cm de long et sont garnies de poils courts. Les fleurs sont bisexuées et parfumées. Le fruit est une gousse aplatie de 8-19,5 cm sur 5,5-8 cm, de couleur brun foncé à noire, et contient une quinzaine de graines. Ces graines sont noires, avec un arille de couleur orange à rouge.

## Utilisation

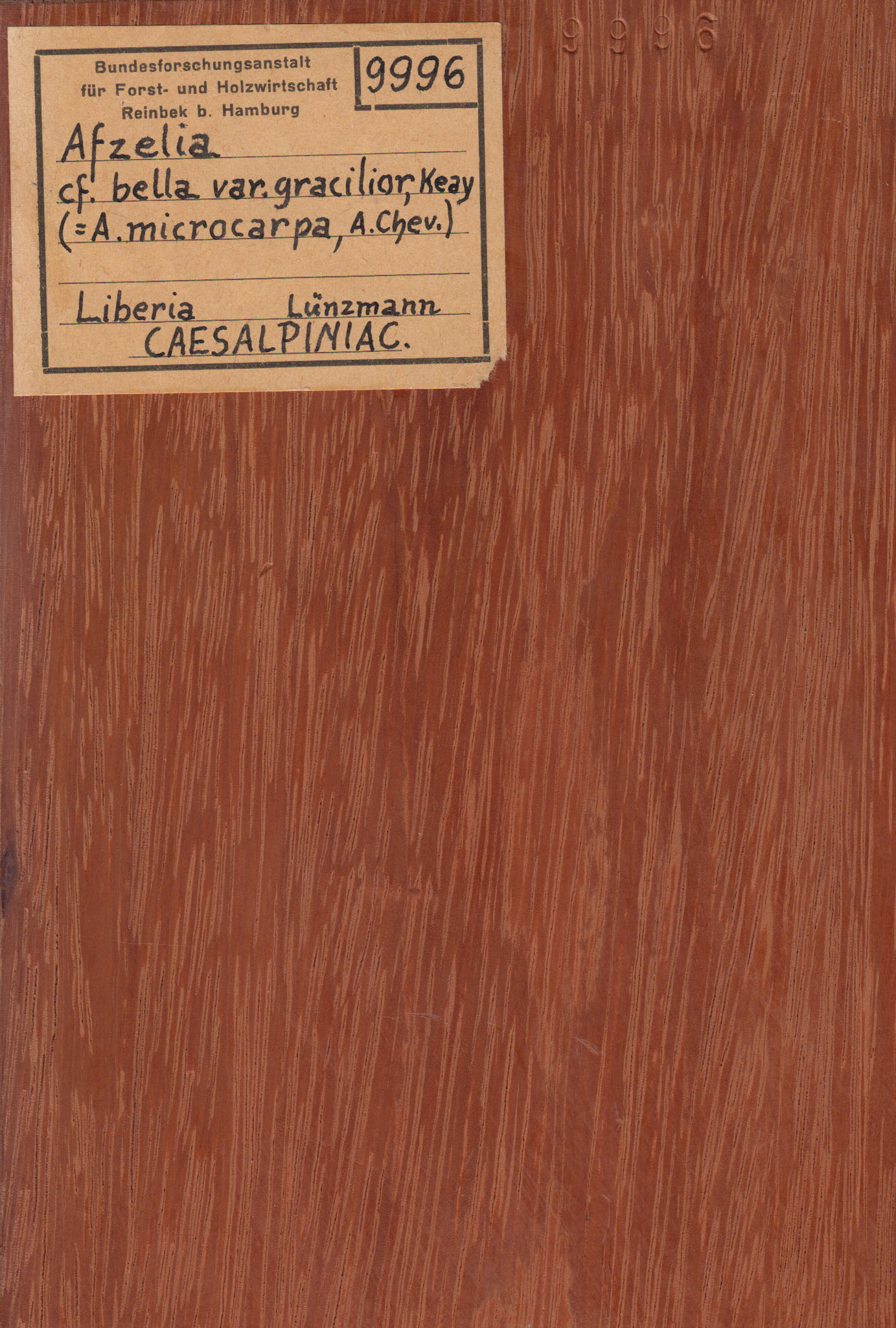
Échantillon de bois.

Au Cameroun, les maux d’estomac sont traités par l’exsudat de l’écorce. L’arille des graines est appliqué sur les lèvres gercées.
Le bois est utilisé pour la construction de bateaux de plaisance (quille, étraves, panneaux, ponts, agencements intérieurs), ainsi qu’en menuiserie, parqueterie, huisserie, et la fabrication d’instruments de musique, notamment. 